# Levoncourt, Haut-Rhin
Levoncourt är en kommun i departementet Haut-Rhin i regionen Grand Est (tidigare regionen Alsace) i nordöstra Frankrike. Kommunen ligger i kantonen Ferrette som tillhör arrondissementet Altkirch. År 2022 hade Levoncourt 250 invånare.

## Befolkningsutveckling
Antalet invånare i kommunen Levoncourt
| Referens: INSEE |